# Vicente Zarazúa
Vicente Zarazúa (27 de agosto de 1944) es un extenista mexicano. Jugó entre la década de 1960 y 1970, teniendo su mejor actuación en los torneo de demostración de tenis en los Juegos Olímpicos de México 1968.
Vicente Zarazúa nació en Tacubaya en 1944. Sus padres se trasladaron desde Ciudad de México a Guanajuato donde practicaban tenis de forma amateur y disputando torneos interclubes, su madre, Rosario, ganó algunos campeonatos nacionales. Sus hermanos mayores, Federico y José María, también practicaban tenis participando en competencias interclubes.
Zarazúa disputó la Copa Davis en el equipo mexicano a partir de 1964.
Es tío de Renata Zarazúa, quien también es una destacada jugadora mexicana de tenis.
Fue cronista de tenis para la cadena Televisa, compartiendo el micrófono con su amigo y compañero de deporte, Francisco "Pancho" Contreras, quién fue un destacado extenista mexicano.